# Jan Dhaene
Jan Dhaene este un om politic belgian, membru al Parlamentului European în perioada 1999-2004 din partea Belgiei. 
1. ↑  Deputații în Parlamentul European